# 巴列德瓦尔德卢西奥
巴列德瓦尔德卢西奥，是西班牙卡斯蒂利亚-莱昂布尔戈斯省的一个市镇。总面积96平方公里，总人口352人（2001年），人口密度4人/平方公里。